# 유전자 발현

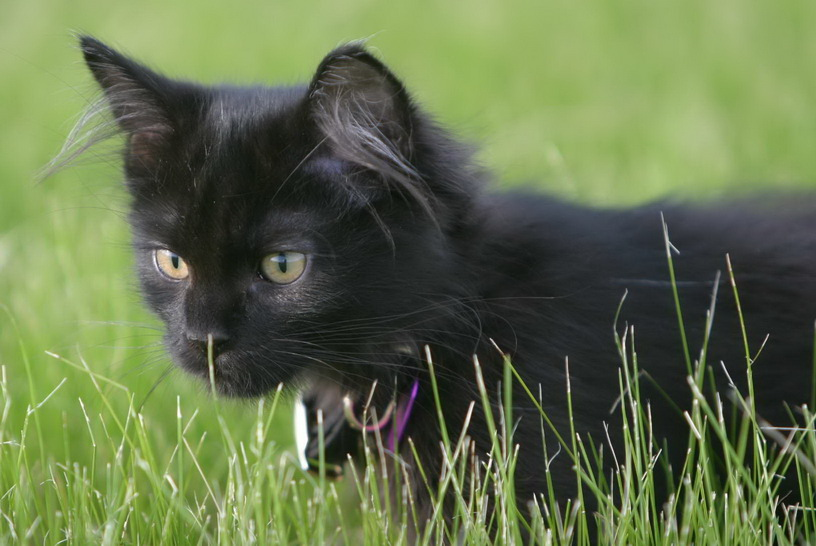
검은 고양이
생물의 표현형질은 유전자 발현의 결과이다.

유전자 발현(遺傳子發現, 영어: gene expression)은 DNA를 구성하는 유전 정보, 즉 유전자에 의해 생물을 구성하는 다양한 단백질이 형성되는 과정이다.

## 개요
유전자는 "게놈 서열의 특정한 위치에 있는 구간으로서 유전형질의 단위가 되는 것"으로 정의된다. 게놈 서열 안에서 유전자는 DNA 서열의 일부분을 이루며 조절 구간, 전사 구간, 기타 기능이 부여된 구간 등으로 구성된다. 즉, 유전자는 뉴클레오타이드의 순열로 이해될 수 있다. 유전자에 있는 유전 정보는 전령 RNA에 의해 전사되어 코돈 단위의 정보를 형성한다. 전령 RNA는 자유롭게 존재하는 운반 RNA와 결합하여 아미노산 서열을 이루며 리보솜으로 운반되어 아미노산 사슬을 만들어 단백질이 된다.
|                                                      | DNA의 유전자 |
| 전사                                                 |              |
| 전령 RNA의 코돈                                      |              |
| 번역                                                 |              |
| 지정된 순서대로 아미노산이 연결되어 단백질을 이룬다. |              |

## 기제

### 전사
유전자는 DNA의 일정 구간을 이루는 염기서열이다. 유전자의 구조는 전사의 시작과 끝을 알리는 엑손과 실제 전사가 진행되는 인트론 구간으로 이루어져 있다. 전사의 시작점에는 특수한 염기서열로 이루어진 프로모터가 있다. 프로모터는 RNA 중합효소가 DNA의 어느 지점에서 전사를 시작하여 어느 방향으로 진행할 것인지를 지시한다. 이 전사 개시점에서 이중나선 사슬이 풀리면서 전사가 시작된다. RNA 중합효소는 전사지시 구간의 오퍼레이터에 결합되어 DNA 사슬을 풀고 두 사슬 가운데 하나의 뉴클레오타이드와 상보성을 이루는 염기서열을 복제하여 전령 RNA를 만든다. 아데닌은 우라실과 짝을 이루고, 티민은 아데닌과 구아닌은 시토신과 짝을 이룬다. 만약 DNA의 염기 서열이 A-A-A 라면 RNA 중합효소가 만든 전령 RNA는 U-U-U 가 될 것이다.
원핵생물은 한 종류의 RNA 중합효소만이 존재하여 전령 RNA, 운반 RNA, 리보솜 RNA를 모두 생산한다. 반면에 진핵생물은 각각의 RNA종류에 따라 서로 다른 중합효소를 사용한다.

### RNA 형성
대부분의 생물에서 비부호화 RNA는 전단계의 형태로 존재하다가 필요한 과정에서 형성된다. 예를 들어 리보솜 RNA는 일단 전리보솜 RNA로 전사된 뒤 나중에 하나나 그 이상의 리보솜 RNA로 형성된다. 전리보솜 RNA는 대략 150여개의 뉴클레오타이드로 구성된 핵소체 저분자 RNA(SnoRNA)로 핵소체에서 만들어지며, 형성 과정에서 2번 산소 메틸화에 의해 절단되고 슈도우리딘 형태로 변형되어 리보솜 RNA가 된다.
운반 RNA의 경우 알엔에이스 피(RNase P)에 의해 5번 연속체가 제거되고 3번 연속체의 끝은 티알엔에이스 지(tRNase Z) 효소에 의해 제거되어 형성된다.

### RNA 투입
대부분의 진핵생물은 핵소체에서 RNA를 만든다. 이렇게 만들어진 RNA는 핵공을 통해 세포질에 투입되어 단백질 형성 과정에 참여한다. 시냅스와 같은 특별한 작용을 하는 세포질에는 RNA가 직접 투입되기도 한다. 시냅스에서는 "지프코드"라 불리는 특별한 단백질이 모터 단백질을 이루어 RNA를 끌어당긴다.

### 운반 RNA

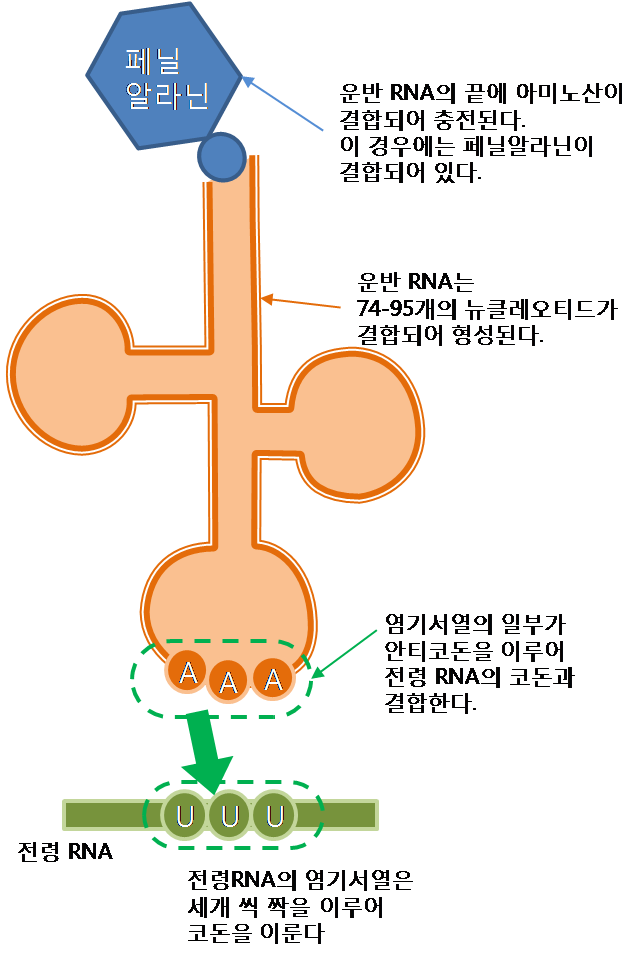
운반 RNA의 구조와 역할

운반 RNA는 74 - 95 개의 뉴클레오타이드 염기 서열로 이루어진 저분자 RNA이다. 염기 서열의 끝에는 아미노산이 결합되고 염기 서열의 일부가 전령 RNA의 코돈과 상보적인 안티코돈을 이룬다.
오른쪽의 그림과 같이 운반 RNA는 리보솜에서 전령RNA와 결합하고 리보솜은 운반 RNA에 연결된 아미노산을 떼어 내어 단백질 사슬에 연결하게 된다.
운반 RNA에 의한 아미노산의 운반 과정은 다음과 같다.
- 운반 RNA의 생성 : 운반 RNA의 염기서열 끝은 특정한 아미노산과 결합할 수 있는 구조로 되어 있다. 핵소체에서 20종의 모든 아미노산을 운반할 수 있는 운반 RNA가 생성된다.

- 아미노산 충전 : 아미노아실 운반 RNA 합성 효소가 아미노산과 그에 맞는 운반 RNA를 결합시킨다.

- 운반 : 아미노산이 충천된 운반 RNA는 리보솜으로 아미노산을 운반한다.

### 단백질의 형성

리보솜에서 이루어지는 단백질 형성과정

단백질 형성의 진행

리보솜에서 이루어지는 단백질 생성과정은 다음과 같다.
- 준비
  - 리보솜의 소단위체와 대단위체가 결합한다. 리보솜에는 운반 RNA가 들어설 수 있는 부위가 두 곳이 있는데 운반 RNA가 들어오는 쪽을 A 자리, 나가는 쪽을 P 자리라 한다.

- 초기화
  - 소단위체에 전령 RNA가 결합하고, 개시 코돈이 확인되면 대단위체의 A 자리에 메티오닌과 결합한 운반 RNA가 도입되면서 단백질 생성이 시작된다.

- 연장 과정
  - 코돈 인식 : 폴리펩타이드를 달고 있는 P 자리의 tRNA가 코돈에 붙어있다. A 자리에 있는 전령 RNA의 코돈과 상보성을 갖는 안티코돈을 가진 운반 RNA가 아미노산을 가져와 결합한다.
  - 펩타이드 결합 형성 : P 자리에 있는 기존의 폴리펩타이드와 A 자리에 있는 새로운 운반 RNA의 아미노산 사이에 펩타이드 결합이 형성된다. 이때 아미노아실 결합이 P 자리의 운반 RNA에서 새로운 폴리펩타이드 쪽으로 옮겨간다.
  - 변환 : P 자리에서 자유로워진 운반 RNA가 빠져나간다. 이제 전령 RNA가 한칸 움직일 수 있게 되고 코돈이 바뀐다.
  - 반복 : A 자리의 폴리펩타이드-운반 RNA 중합분자가 P 자리로 옮겨가면서 A 자리가 비워진다. 비워진 A 자리에는 바뀐 코돈과 상보적인 운반 RNA가 새롭게 결합된다. 위 과정이 계속 반복되면서 폴리펩타이드 사슬이 길어진다.

- 종료
  - 종료 코돈에 종결 운반 RNA가 결합되면 합성되던 폴리펩타이드가 떨어져 나가면서 단백질 합성이 끝난다.

### 단백질 접힘

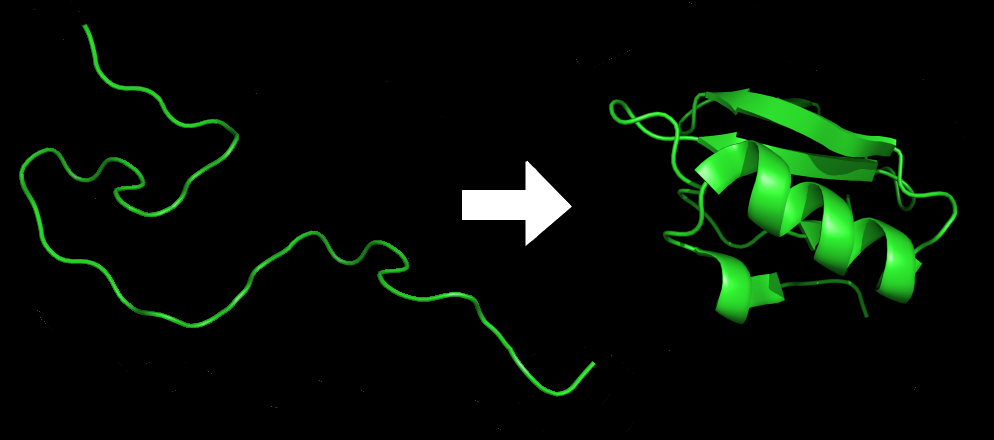
단백질 접힘

리보솜에서 생성된 폴리펩타이드는 1차원적인 아미노산의 사슬이다. 이렇게 늘어선 사슬은 기능에 맞게 3차원적으로 재구성되어야 한다. 이 과정을 단백질 접힘이라 한다. 효소와 같은 단백질이 제 기능을 하기 위해서는 아미노산의 순서 뿐만 아니라 3차원 구조 역시 매우 중요한 역할을 한다.

### 단백질 이동
세포내에서 형성되는 단백질은 세포소기관을 형성하거나 효소를 구성한다. 또한 일부 단백질은 몸의 다른 곳에서 쓰이기 위해 이동한다. 소화 효소, 호르몬, 세포외기질과 같은 단백질들은 세포의 밖에서 활동하기 위해 분비된다. 세포 내에서 만들어진 단백질의 분비는 골지체에서 조정된다.

## 발현의 조절
생물 개체는 각각의 세포마다 유전체 전체가 들어 있다. 사람의 경우에도 세포 마다 23 쌍의 염색체가 모두 들어있다. 따라서 생물의 발생과 신진대사 과정에서 유전자의 발현은 필요한 부분에서 필요한 만큼만 일어나도록 조절되어야 한다.

### 전사 조절

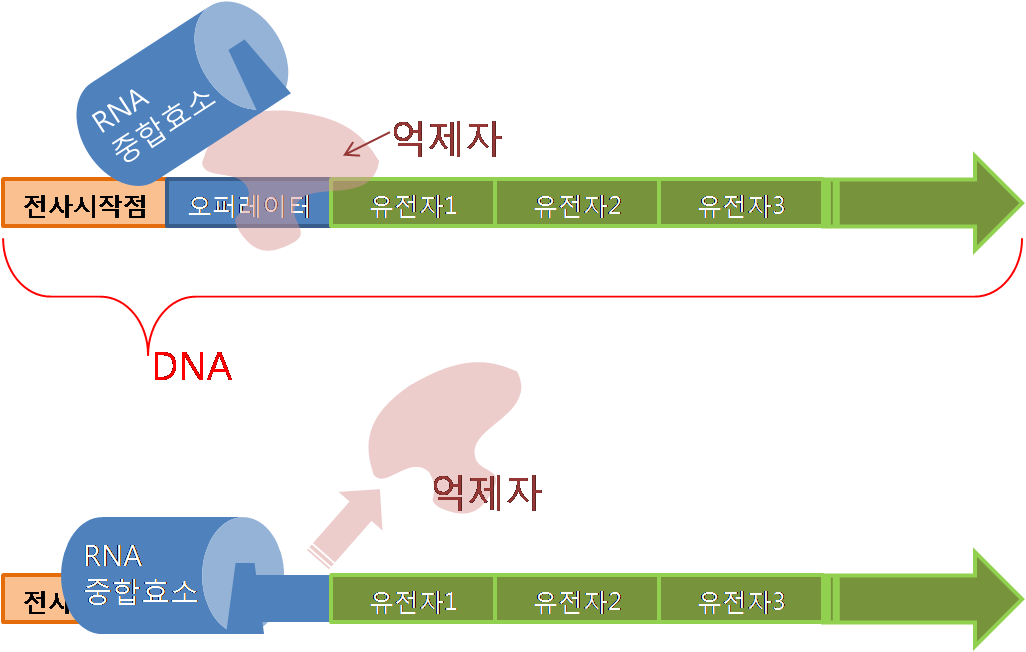
억제자의 역할

DNA를 전사하여 전령 RNA를 만드는 RNA 중합효소는 전사를 시작하는 DNA의 특정한 위치인 전사 개시점(프로모터)에 결합되어 전령 RNA를 만든다. 이 과정에서 억제자의 역할을 하는 효소와 활성자의 역할을 하는 효소가 전사를 조절한다.
- 억제자: 많은 유전자들은 필요한 때가 아니면 전사되지 않는다. 전사되지 않는 동안에는 억제자가 전사 시작점의 일부분인 오퍼레이터에 결합되어 있다. 이때문에 RNA 중합효소는 DNA가 열려 있어도 전사를 시작하지 못한다. 전사가 필요한 때에만 억제자가 DNA에서 분리되어 RNA 중합효소가 DNA와 결합되고 전령 RNA를 만들기 시작한다.

- 활성자: 한편, DNA에 RNA 중합효소가 결합하여 전사를 시작하기 위해서는 DNA의 이중나선이 열려야 한다. 활성자는 전사시작점에 결합되어 DNA 이중나선을 풀고 RNA 중합효소가 결합하도록 돕는다.

- 조절: 세포 내에서 억제자와 활성자는 특정한 화학 성분의 변화에 민감하게 반응하여 조절된다. 예를 들어 락토스 당 신진대사를 하는 세균은 당분의 농도가 높아지면 억제자가 오페론에 부착되어 관련 소화 효소의 생산을 중단시킨다. 일정 시간이 지나 당분이 에너지로 소비되면 당분 농도가 낮아지고 억제자가 오페론에서 떨어져 나가 효소 생산이 다시 시작된다.

### 후전사 조절
RNA 중합효소의 작동을 조절하는 전사 조절과 달리 후전사조절은 전사가 일어난 후에 여러 저분자 RNA가 간섭하여 단백질 형성을 조절하는 것이다. 특정 단백질 형성을 지시하는 전령 RNA가 리보솜에 가는 도중에 저분자 RNA에 의해 머리핀처럼 구부러져 상보적 뉴클레오타이드 사이에 접합이 일어나면, 이 전령 RNA는 더 이상 단백질 형성을 지시할 수 없게 된다. 이렇게 저분자 RNA에 의해 전령 RNA가 억제되는 것을 RNA 간섭이라고 한다. RNA 간섭은 강력한 유전자 발현 억제 기제로 작용한다.

### 발생과 유전자 조절
생물의 발생은 지속적인 유전자 조절의 과정이다. 하나의 수정란에서 시작되어 세포 분열과 증식, 그리고 특수한 기능을 가진 기관의 형성에 이르기까지 매 단계마다 유전자 발현은 지속적인 조절 과정을 거친다. 이렇게 하여 발생을 마친 개체의 각 세포는 최종적으로 분화된 역할을 일생 동안 계속한다. 예를 들어 양의 유방 세포는 젖의 분비와 관련한 기능을 수행한다. 그러나, 특정한 역할만을 하는 체세포 역시 모든 유전체를 갖고 있기 때문에 조건만 맞는다면 다시 수정란과 같은 역할을 할 수 있다. 돌리의 복제가 바로 이러한 체세포의 능력을 증명한다. 복제 생물인 돌리는 정상적인 새끼를 낳아 생식능력 역시 문제가 없음을 보였다.

## 측정
생물학의 여러 분야에서 유전자 발현의 측정은 매우 중요한 요소이다. 다음과 같은 측정 예를 들 수 있다.
- 바이러스 단백질의 측정 - 세포에 침투한 바이러스의 유전자에 의해 발현된 단백질의 측정한다.
- 생물 개체의 암 민감성 - 종양 유전자에 의해 발현된 단백질의 양을 측정한다.
- 세균의 페니실린 내성 - 베타-락타메이스의 발현을 측정한다.

유전자 발현을 측정하는 방법으로는 전사된 전령 RNA를 측정하는 방법, 생성된 단백질의 양을 측정하는 방법 등이 있다.

### 전령 RNA 측정
유전체학에서는 고밀도로 집적된 올리고뉴클레오타이드인 마이크로어레이를 사용하여 전령 RNA의 농도를 측정한다. 이 올리고뉴클레오타이드들은 자신과 상보성을 이루는 전령 RNA와 결합한다. 올리고뉴클레오타이드는 인공적으로 합성하여 사용하는데 사진석판술을 이용하여 1.64 cm²의 유리판 위에 280,000개의 올리고뉴클레오타이드를 집적할 수 있다.
보다 진보된 기술로는 중합 효소 연쇄 반응을 통한 유전자 발현 해석이 있다. 이는 전령 RNA를 기초로 인위적인 DNA를 역전사하는 방법이다. 전령 RNA의 코돈을 역전사 하면 원래의 DNA의 사슬이 되기 때문에 어떠한 유전자가 발현되었는지를 확인할 수 있다. 이렇게 전령 RNA를 기준으로 거꾸로 전사하여 만든 DNA를 상보성 DNA라 한다.

### 단백질 측정
전령 RNA는 각각의 종류 마다 발현의 시간, 방법 등이 상이하기 때문에 전령 RNA 측정 방법으로는 직접적인 단백질 양을 확인하지 못한다. 이러한 이유로 단백질을 직접 측정하는 방법이 고안되었는데, 웨스턴 블랏이 대표적이다. 이 방법은 항체 형성 연구와 같은 곳에서 이용되고 있다.

## 같이 보기
- 유전자
- 유전형질

## 읽어 보기
- 박병용 외, 아프리카산 발톱개구리 이자의 초기발생과정에서 Sox9 억제가 Pdx1 발현에 미치는 영향[깨진 링크(과거 내용 찾기)], 대한해부학회지 제40권 제1호 2007

## 주해
1. ↑  RNA 사슬을 이루는 리보스는 다섯개의 탄소가 연결된 오탄당으로 3번과 5번 탄소의 연결을 통해 사슬을 이룬다. 따라서 사슬의 일정 구간을 끊기 위해서는 3번과 5번의 연결을 절단하는 효소가 필요하다.
2. ↑  이러한 유전자 발현 조절에 문제가 생길때 암이나 당뇨병과 같은 대사질환이 발생한다.